# 約翰二書
《約翰二書》（希臘語：ΙΩΑΝΝΟΥ B΄），天主教稱《若望二書》，是《新約聖經》中的第24卷書，屬於“大公書信”中最前寫成的第五卷。是篇幅较简短的数目之一，可以写在使徒时代的一頁莎草纸上面。
《約翰二書》主題：禁止有分於異端。

## 寫作背景
這封信开头显示，是寫給“蒙揀選的夫人和她的兒女”的。當時的確有“基里亞”（希臘文的“夫人”一詞）這個名字存在，有些聖經學者遂認為約翰的這封信是寫給某個人的。另一方面，有些人卻認為約翰的信是寫給一群基督徒會衆的，只是他把會衆稱為“蒙揀選的夫人”而已。
這可能是個策略，目的是要掩人耳目，瞞過逼迫基督徒的人。這樣，信中最後一節所提及「你姊妹的兒女」的問安便可能指另一群會衆而言。因此，約翰寫第二封信時並沒有打算使之像第一封信那麼普及化，因為這封信看來若非僅是寫給一個人，便是只寫給一群會衆的。

## 关于作者
按照一般的理解，使徒約翰是這封信的執筆者。執筆者將自己稱為“長老”。這個稱呼對約翰來說也算恰當。他不但年紀老邁，也是教會的“柱石”之一，而且是最後去世的使徒，因此他確實是基督徒會衆裏的一位“長老”。他廣為人知，所以無需向讀者表明自己的身分。再者，這封信的寫作風格與約翰一書及約翰福音頗相似，由此表明它是約翰的手筆。
像第一封信一樣，第二封信可能是約翰於公元98年左右在以弗所或附近地方寫成的。約翰·麥克林托克與斯特朗的《百科全書》對約翰二書和三書作了以下的評論：“我們從兩者大致相仿的文體可以推斷這兩封信是於頭一封信完成之後不久在以弗所寫成的。這兩封信把在頭一封信裏充分説明的原則應用在個别的行為事例上。” 第二世紀的學者伊里奈烏斯曾引用這本書，同時期的亞歷山大的克雷芒也加以接納。除此之外，約翰的幾封書信均被列入穆拉托里殘片內。這些事實足以支持此書的真確性。
該撒利亞的優西比烏主張，此書與約翰三書的作者為約翰長老，非使徒約翰。

## 主要内容
如同約翰一書，約翰寫這封信的原因是由於當日基督徒的信心正受到一些偽教師所威脅。約翰想警告讀者留意提防這些人，使他們能够認出誰是偽教師而避之若浼，並且繼續懷着彼此相愛的心在真道上行走。
彼此相愛，棄絶叛道者。約翰首先表達他在真理內對“蒙揀選的夫人和她的兒女”的摯愛，然後他提及自己非常高兴，因为他發現在他們當中，有些人聽從可父的命令按真理而行。
- 敦促他們要繼續服從上帝的吩咐彼此相愛。
- 世上有許多騙子及敵基督者出現，他們否認耶穌曾以肉身來到世間。
- 人若越過基督的教訓，就沒有上帝；相反，人若謹守這教訓，就有父又有子。
- 人若不是帶着這教訓，就不要接待他到家裏，也不可問候他。

約翰還有許多事要寫給他們，但他渴望能够親自到他們那裏，與他們當面暢談，使他們的喜樂得以“滿足”。

## 基督新教觀點
在約翰的日子可能有些人對基督簡明的教訓感覺不滿足。他們想得到多一些東西，一些可以滿足他們的自驕心，將他們的地位提高到像世俗的哲學家們一樣的東西。為了達到自私的目的，他們不惜染污基督徒的會衆及使之分裂。基督的會衆是與父及子聯合的。約翰十分珍視這個基於愛心和正確教訓的群體所享有的協調一致。
现代的基督徒也應當重視團結，拒絶與那些越過聖經教訓的叛道者交往或問安。按照上帝的誡命而行，並在真正基督徒的交往中尋得完滿的喜樂，如同约翰二书3节所指出，“恩惠、憐憫、平安從父上帝和祂兒子耶穌基督在真理和愛心上必常與我們同在！”

### 阅读圣经
- （页面存档备份，存于） （繁體中文）
- （页面存档备份，存于） （简体中文）